# La Cène (Le Tintoret)
Pour les articles homonymes, voir La Cène.
La Cène est une peinture à l'huile sur toile de 365 × 568 cm réalisée par l'artiste italien de la Renaissance tardive Jacopo Tintoretto, dit Le Tintoret, exécutée en 1593, conservée en la basilique San Giorgio Maggiore de Venise, en Italie. 

## Description

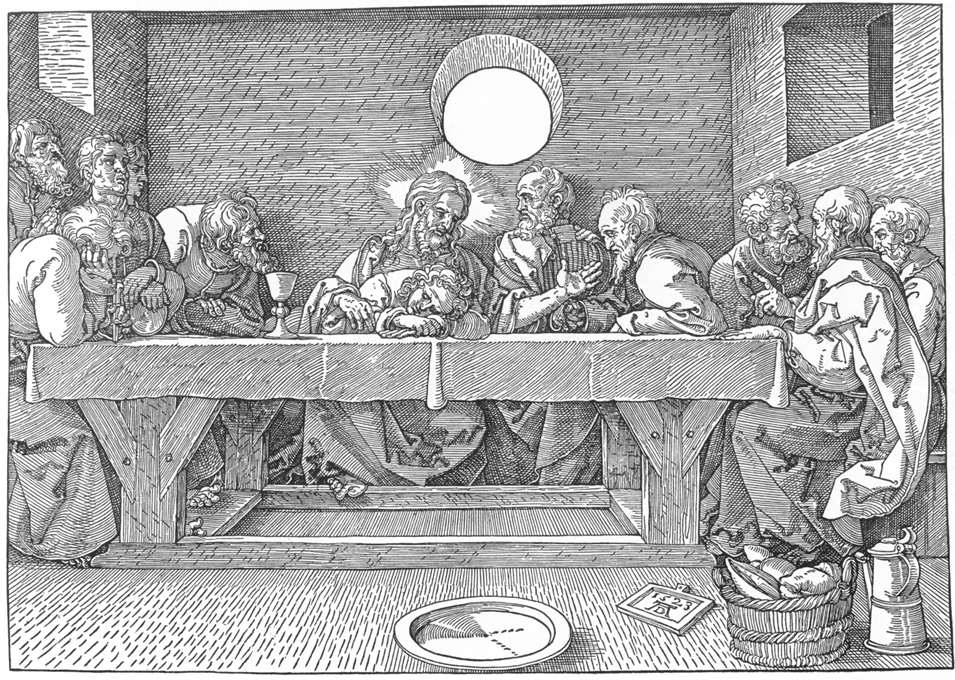
La Cène (1523), gravure sur bois d'Albrecht Dürer, illustre la composition frontale habituelle pour ce sujet.

Le Tintoret représente la Cène plusieurs fois au cours de sa carrière. Ses peintures antérieures pour la Chiesa di San Marcuola (1547) et pour la Chiesa di San Felice (1559) dépeignent la scène de manière frontale, avec les personnages assis à une table placée de façon parallèle au plan de l'image. Cette représentation suit une convention observée dans la plupart des œuvres peintes de la Cène, dont la peinture murale de Léonard de Vinci à la fin des années 1490 à Milan, en Italie, qui en est peut-être l'exemple le plus connu. 
Cette œuvre, l'une des dernières années de l'artiste, s'écarte radicalement de cette formule de composition. Le centre de la scène n'est pas occupé par les apôtres mais par des personnages secondaires, comme par exemple une femme portant un plat et autres serviteurs remportant les plats présents sur la table. La table autour de laquelle les apôtres sont assis recule dans l'espace en une diagonale abrupte. En outre, la peinture du Tintoret présente une utilisation plus personnelle de la lumière, qui semble entrer dans l'obscurité de la lumière au plafond et de l'auréole de Jésus. Une foule d'anges planent au-dessus de la scène. 
La Cène du Tintoret fait usage de techniques maniéristes, notamment dans sa composition complexe et radicalement asymétrique. Dans son dynamisme et l'accent mis sur le quotidien - le cadre est similaire à une auberge vénitienne - la peinture ouvre la voie au baroque. 
« La capacité de cette scène dramatique à engager les spectateurs était bien en accord avec les idéaux de la Contre-Réforme et la croyance de l'Église catholique en la nature didactique de l'art religieux. » 

## Postérité
La peinture fait partie du musée imaginaire de l'historien français Paul Veyne, qui le décrit dans son ouvrage justement intitulé Mon musée imaginaire.